# Адамув (Луківський повіт)
Адамув (пол. Adamów) — село в Польщі, у гміні Адамув Луківського повіту Люблінського воєводства.
Населення — 2123 особи (2011).

## Демографія
Демографічна структура станом на 31 березня 2011 року:
|          | Загалом | Допрацездатний вік | Працездатний вік | Постпрацездатний вік |
| -------- | ------- | ------------------ | ---------------- | -------------------- |
| Чоловіки | 1061    | 230                | 745              | 86                   |
| Жінки    | 1062    | 234                | 637              | 191                  |
| Разом    | 2123    | 464                | 1382             | 277                  |